# Kdeedu
KDE Edutainment Project — пакет навчальних комп'ютерних програм. Є частиною проєкту середовища робочого столу KDE. Розповсюджується згідно з GNU General Public License.
KDE Edutainment Project фокусує свою увагу на розробці програм для дітей у віці від 3 до 18 років. Крім того, в пакет входять програми для викладачів, які допомагають планувати уроки.

## Список програм

### Мови
- Kanagram — гра в анаграми.
- KHangMan — шибениця (гра).
- Kiten — програма для вивчення японської мови.
- KLatin — програма для вивчення латинської мови.
- KLettres — програма для вивчення алфавіту і найпростіших складів.
- KVerbos — програма для вивчення форм дієслів іспанської мови.
- KVocTrain — програма для вивчення іноземних слів.

### Математика
- KBruch — програма, що навчає операцій над дробами.
- Kig — програма інтерактивної геометрії.
- KmPlot — графо-будівничий функцій.
- KPercentage — програма, що допомагає покращити навички розв'язування рівнянь з відсотками.

### Різне
- blinKen — комп'ютеризована версія гри «Саймон сказав».
- KGeography — програма для вивчення географії.
- KTouch — клавіатурний тренажер.
- KTurtle — навчальне середовище програмування.
- KWordQuiz — програма для вивчення нової лексики.

### Наука
- Kalzium — періодична таблиця хімічних елементів.
- KStars — віртуальний планетарій.
- Step —  інтерактивний фізичний імітатор, який відображає розвиток подій у системі відповідно до законів фізики.

### Інструменти вчителя
- KEduca — редактор тестів.

## Частини проєкту, що знаходяться в розробці
- eqchem
- Kard
- KMathTool
- Kalcul